# 매우 야하고 매우 폭력적
매우 야하고 매우 폭력적(Very erotic very violent, 중국어: 很黄很暴力, 한어 병음: hěn huáng hěn bàolì, 웨이드-자일스: hen huang hen pao-li, 직역: very yellow very violent)은 중국 중국중앙텔레비전의 대표적인 신문연파 프로그램의 뉴스 보도에서 유래한 인터넷 밈으로, 학생이 웹 페이지를 묘사한 내용을 인용했다고 알려져 있다. 이 사건은 다양한 인터넷 포럼에서 널리 풍자되었다.
이 중국어 구문은 강세 부사인 hen 很 "매우, 꽤, 많이"와 huang 黄 "노란" (huángsè 黃色 "노란색" 또는 "야한, 에로틱한, 외설적인, 포르노적인"을 의미) 및 bàolì 暴力 "폭력, 힘"을 결합한 것으로, 그해 초에 대중화된 인터넷 속어의 스노클론인 베리 굿 베리 마이어티(very good very mighty)의 형태를 따른다.

## CCTV 뉴스 보도
2007년 12월 27일, 신문연파는 인터넷에서 명백한 콘텐츠를 쉽게 접할 수 있다는 내용의 보도를 방영했다. 이 보도는 사법 기관과 중국 정부에 인터넷 관리 및 필터링을 호소했다. 보도에서 한 어린 학생은 자신이 본 팝업 광고가 "매우 야하고, [그리고] 매우 폭력적"이라고 묘사했다.
인터넷 사용자들은 그 인용문을 조롱하고 풍자하며, 그 나이대의 사람이 웹 페이지를 동시에 야하고 폭력적이라고 느끼는 것은 있을 법하지 않다고 믿으며 프로그램의 신뢰성에 의문을 제기하기 시작했다. 인터뷰한 소녀의 개인 정보도 유출되어 이름이 공개되었다. 온라인 메시지 게시판은 이 사건에 대한 대규모 스레드로 가득 찼고, 사티릭 작품에서는 CCTV 웹사이트가 인터넷에서 가장 "매우 야하고 매우 폭력적"인 웹사이트라고 주장했다. 일부 사용자들은 이러한 기준을 충족하는 사이트 목록을 직접 작성하기도 했고, "가장 야하고 가장 폭력적인 스포츠 이벤트 8가지" 목록, 심지어는 노란색인 것을 야한 것으로 식별하기도 했다 (황(黄, huáng)은 "노란색"과 "야한"을 모두 의미하기 때문).

## 반응
일반적인 합의는 보도에 나온 소녀가 그런 웹 페이지에 의도치 않게 접근할 수 없었을 것이라는 것이다. 이 대사는 실제로는 기자들의 왜곡된 형태이며 소녀가 표현한 실제 견해가 아니며 문제를 더 심각하게 보이게 만들려는 시도라고 생각된다. 중국에서는 인터넷이 심하게 검열되지만, 뉴스 보도는 현재의 필터가 충분하지 않다는 것을 시사했을 수도 있다.
일부 언론에서는 이 보도에 대한 커뮤니티의 분노가 보도 내용, 중국의 인터넷 검열, 그리고 신문연파의 제작 관행에 대한 장기적인 불만을 보여주었다고 지적했다.
소녀의 아버지라고 주장하는 개인이 쓴 편지에 명시된 것처럼, 보도와 관련된 인터넷의 분노와 많은 패러디, 일부는 그녀의 실명을 사용한 것에 대해 불만을 표현하는 일부 비판자들도 등장했다.
대부분의 중국 언론은 의도적으로 보도에서 CCTV가 했던 역할을 무시하고 소녀의 사생활 침해에 더 초점을 맞췄다. 주간지 '라이프위크' 문화부 수석 작가 왕샤오펑은 CCTV와 이용자 모두 미성년자 보호를 위한 필요한 확신이 부족하다고 주장했다. 이어 "소녀에게 정말 필요한 것은 성인들의 자비로운 비판이지 연예인들의 조롱이 아니다"라는 주장이 나왔다.

## 같이 보기
- 인터넷 밈 목록
- 중국의 인터넷
- 지아 준펑
- 바이두 10대 신수
- 중화인민공화국의 인터넷 검열